# Sittelle kabyle
Vous lisez un « article de qualité » labellisé en 2013.
Sitta ledanti · Sittelle de Ledant
Espèce
Statut de conservation UICN

 EN B1ab(iii,v);C2a(i) : En danger
 B1ab(iii,v); C2a(i) 
La Sittelle kabyle (Sitta ledanti), également connue sous le nom de Sittelle de Ledant, est une espèce d'oiseaux de la famille des Sittidae. C'est une sittelle de taille moyenne, mesurant environ 12 cm. Les parties supérieures sont gris bleuté, les parties inférieures d'une couleur chamois pâle tirant vers le gris. Le mâle se distingue de la femelle par l'avant noir de sa calotte. L'espèce est sédentaire ; elle se nourrit d'arthropodes en été, de graines en hiver. La saison de reproduction a lieu vers mai-juin. Le nid, bâti dans un trou d'arbre, abrite une ponte de trois ou quatre œufs, couvés par la femelle. Les oisillons sont nourris par les deux parents.
La Sittelle kabyle est l'unique espèce d'oiseaux endémique d'Algérie, où elle ne peuple plus que certaines forêts de conifères du nord du pays. Son nom scientifique rend hommage à Jean-Paul Ledant, le naturaliste amateur belge qui a découvert l'oiseau en octobre 1975 ; la description de l'oiseau est réalisée par l'ornithologue français Jacques Vielliard. La nouvelle de cette découverte surprend grandement le monde de l'ornithologie et fait l'objet d'une couverture médiatique internationale. La Sittelle kabyle est étroitement apparentée à la Sittelle de Krüper (Sitta krueperi). L'oiseau ne possède plus qu'une aire de répartition relictuelle et limitée, menacée par les incendies, l'érosion et l'action humaine ; l'espèce est donc considérée comme « en danger » par l'Union internationale pour la conservation de la nature.

## Description

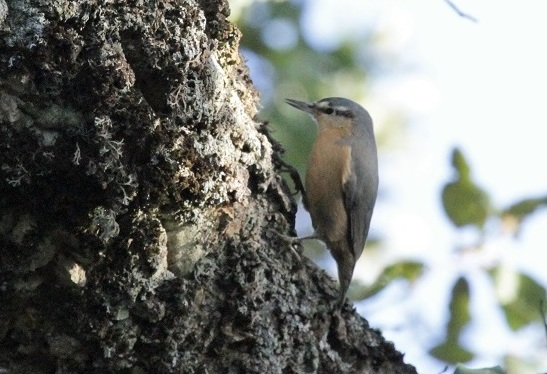
Une Sittelle kabyle femelle, avec très peu de noir à la calotte, tachetant à peine l'avant du front.

La Sittelle kabyle est une sittelle de taille moyenne ; elle mesure entre 11,5 et 12,5 cm, pour une masse de 18 g environ. Les parties supérieures sont globalement gris bleuté ; la queue présente une petite bande blanche subterminale bordée de beige. Le ventre est lavé de beige saumoné clair jusqu'aux sous-caudales ; ces dernières sont grises à leur base. Le mâle a le front noir, ainsi qu'un trait oculaire et un lore sombres, séparés de la calotte par un large sourcil blanc tranchant. Chez la femelle, la calotte et le trait sourcilier sont du même gris que le dos, avec l'avant de la calotte parfois plus sombre (quand le plumage est usé), mais pas autant que chez le mâle. Chez les deux sexes, les côtés de la tête ainsi que la gorge sont blancs. Les iris sont brun-noir, les pattes gris plomb et le bec gris bleuté. Il y a quelques taches grises diffuses sur les sous-caudales. Le plumage des juvéniles est semblable à celui de la femelle, en plus terne et avec un sourcil peu apparent ; au sortir du nid, la croissance du bec et la pigmentation du bec et des pattes sont incomplètes.
Dans son habitat, la Sittelle kabyle ne peut être confondue avec aucun autre oiseau. La sittelle la plus proche géographiquement est la Sittelle torchepot (Sitta europaea) qui peuple quelques localités du Rif ; cette espèce est plus grande que la kabyle, n'a pas de noir sur la calotte et a les parties inférieures jaunes (ou blanches pour certaines sous-espèces) tirant sur l'orange autour du croupion. La Sittelle kabyle ressemble fortement à la Sittelle corse (Sitta whiteheadi), mais la calotte noire diffère chez les mâles : celle de l'espèce kabyle couvre l'avant de la tête, contre toute la tête chez l'insulaire. Les parties inférieures sont d'un chamois rosé plus chaud chez l'espèce algérienne. Elle est phylogénétiquement très proche de la Sittelle de Krüper (Sitta krueperi), avec l'avant de la calotte sombre chez le mâle et le sourcil blanc marqué, mais la Sittelle de Krüper a les parties inférieures gris pâle et une grande tache pectorale brun roussâtre.

Espèces phylogénétiquement proches ou ressemblantes
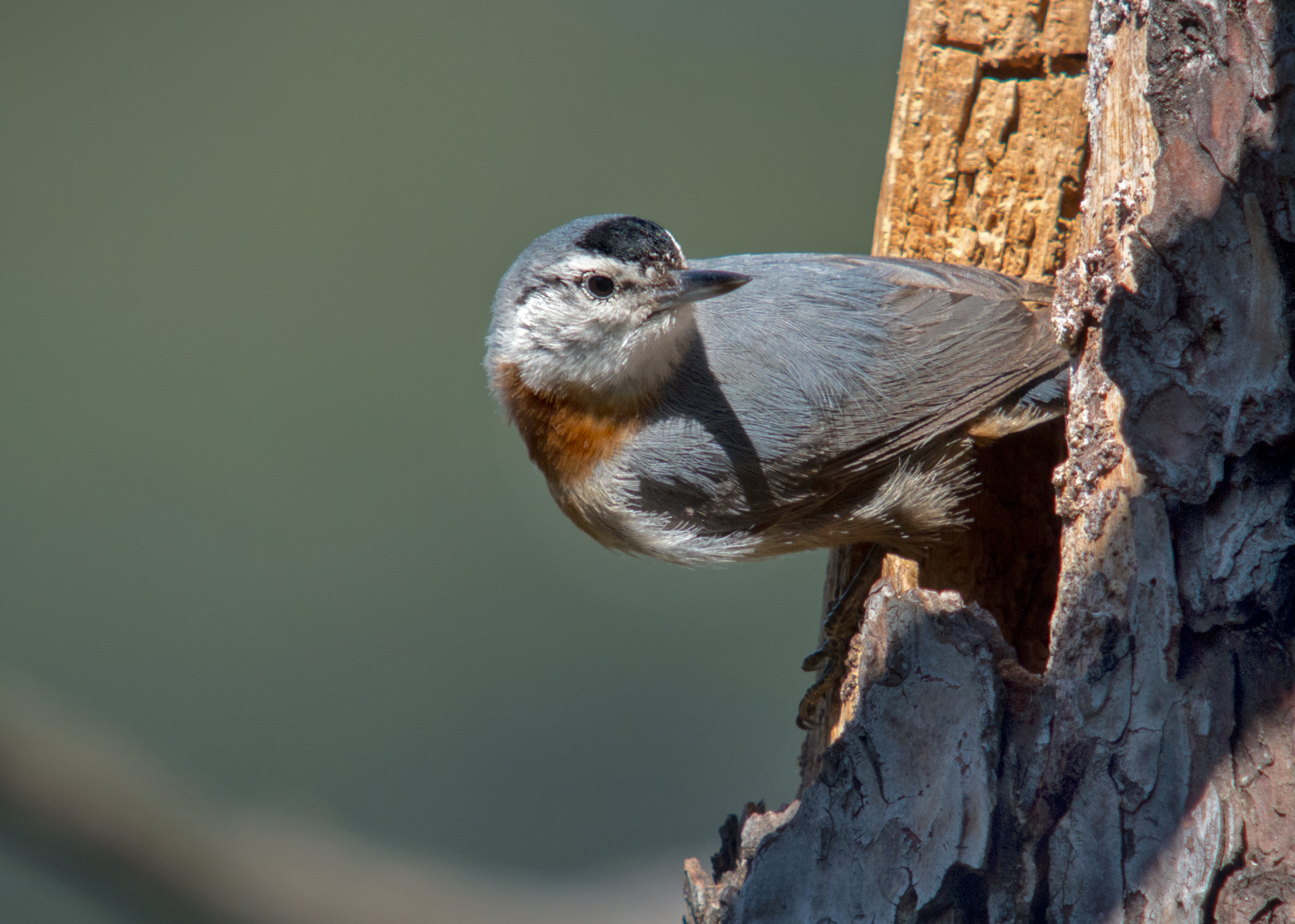
Sittelle de Krüper (Sitta krueperi)
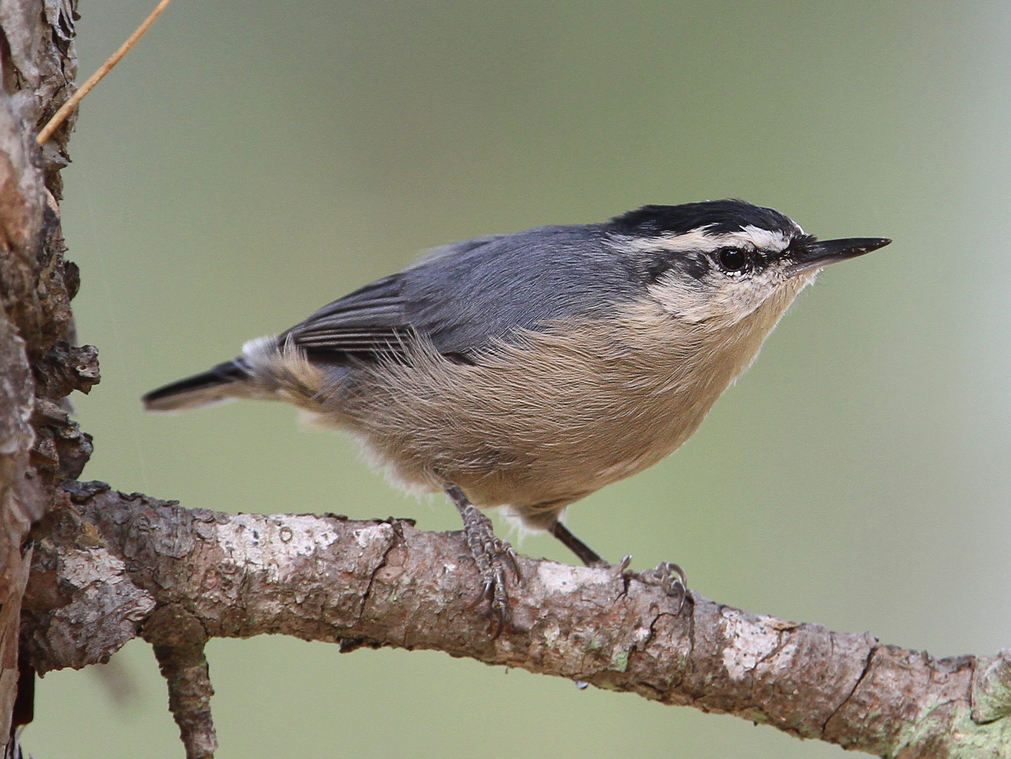
Sittelle corse (Sitta whiteheadi)

## Écologie et comportement

### Vocalisations
Le cri d'appel est typique d'un sittidé, en tsiit tsiit. Les adultes utilisent aussi un cri chuinté en cas de présence d'un intrus, possiblement pour la défense du territoire. Le chant de la Sittelle kabyle est un sifflement nasillard, composé d'une série d'éléments montants, avec une brève note terminale, répétés lentement et pouvant être transcrits en un vuuy-di vuuy-di vuuy-di. C'est une répétition de sept à douze phrases durant deux à quatre secondes. L'oiseau peut également produire un trille rapide en di-du-di-du-di-du, et inquiété, émettre un chèèh rêche et répété comparable au cri d'un geai,.

### Alimentation
La Sittelle kabyle a fait objet de peu d’études permettant de présumer son régime alimentaire,. Celui-ci varie selon les saisons. En été, elle se nourrit principalement d'insectes (essentiellement des chenilles et des coléoptères) et d'araignées qu'elle trouve en arpentant les troncs et branches des chênes. L'hiver, les insectes se font rares et la Sittelle kabyle se nourrit alors de graines de conifères qui lui assurent un approvisionnement constant,. Elle se nourrit généralement seule, mais elle peut former des volées mixtes d'alimentation en dehors de la saison de reproduction.

### Reproduction

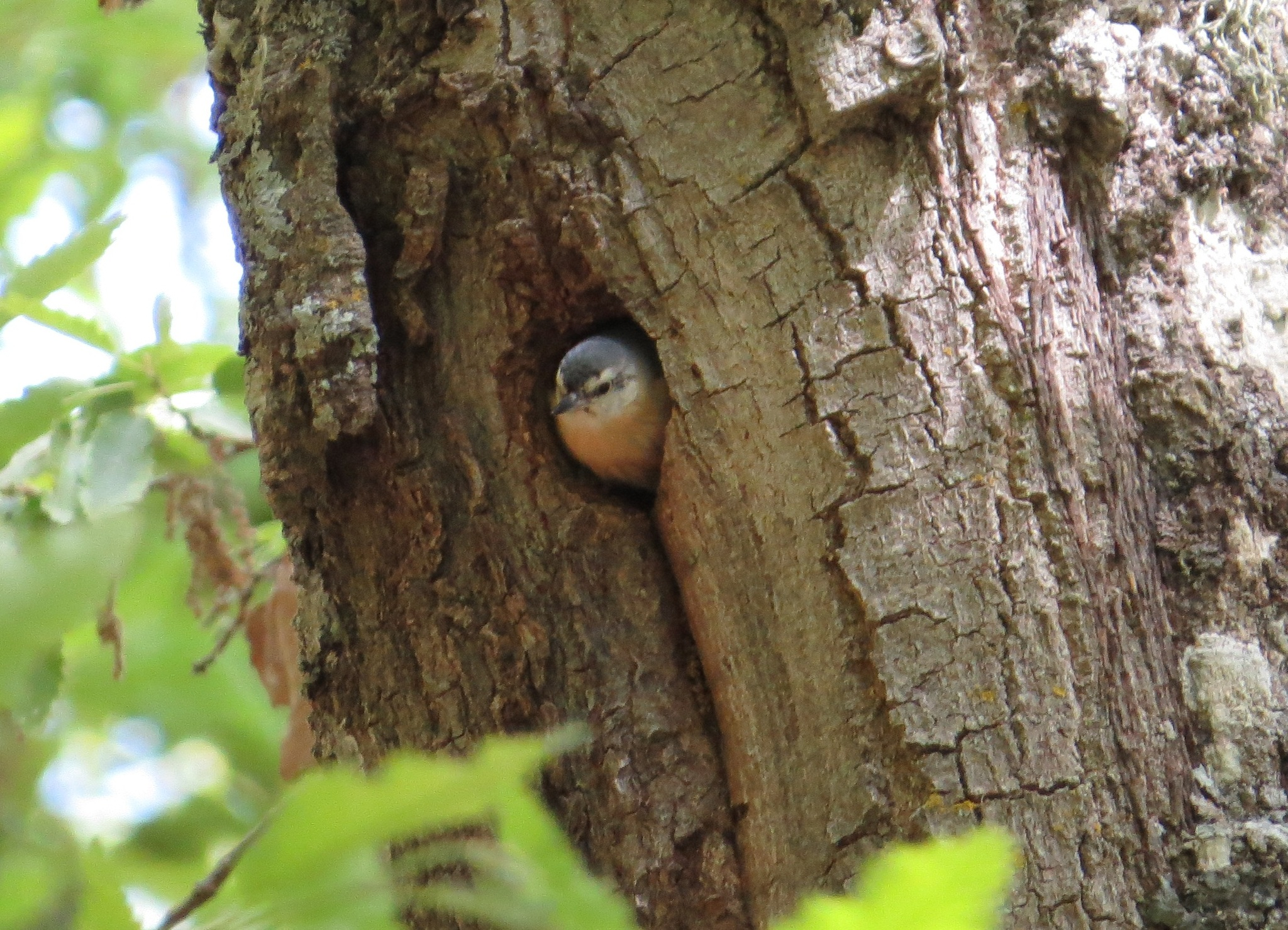
Sittelle kabyle au nid, dans une cavité d'arbre.

La saison de reproduction a lieu en mai-juin à Tamentout et sur le mont Babor, plus ou moins tôt selon les conditions météorologiques et l'abondance de la nourriture ; aux altitudes les plus hautes, il se peut qu'elle commence plus tard. Dans le parc national de Taza, la période de reproduction finit fin juin. Le nid est construit dans un trou d'arbre, peut-être à partir d'une ébauche de loge de Pic épeiche (Dendrocopos major), dans un sapin mort ou dans les aspérités d'un chêne ou d'un cèdre, et il est généralement placé entre quatre et quinze mètres du sol. Le fond est garni de débris végétaux (copeaux de bois, feuilles mortes) ou de matériaux d'origine animale comme des plumes de Chouette hulotte (Tyto alba) ou des poils de Sanglier (Sus scrofa). Alors que l'incubation est réalisée par la femelle seule (le mâle n'a pas de plaque incubatrice), les deux parents nourrissent les jeunes. Les nichées comptent trois ou quatre jeunes à l'envol. Après la saison de reproduction, les adultes effectuent une mue post-nuptiale complète et les jeunes une mue post-juvénile partielle.

## Répartition et habitat

Carte de répartition de la Sittelle kabyle en Algérie.

La Sittelle kabyle est endémique d'Algérie, et c'est la seule espèce d'oiseaux dans ce cas. Elle peuple certains reliefs de la Kabylie, où elle a été recensée dans cinq localités isolées les unes des autres par des zones impropres à sa survie,,. Elle a été découverte pour la première fois sur le mont Babor, à seulement une vingtaine de kilomètres de la côte méditerranéenne. Son habitat optimal n'y couvre que 2,5 km2, et la zone n'abrite que 80 couples selon une estimation de 1985,. Puis elle a été repérée dans le Guerrouch, au sein du parc national de Taza, en juin 1989, ce massif disposant d'une population plus importante comptant autour de 350 individus. Des effectifs plus réduits sont découverts en 1990 dans deux autres localités proches de ce parc, à Tamentout et à Djimla. Au printemps 2018, un nouveau site de reproduction est découvert à Ghabet Ezzen qui est situé entre les communes de Chahna et d’Oudjana dans la wilaya de Jijel. Le 24 septembre de la même année, deux ornithologues amateurs, Karim Haddad et Larbi Afoutni, se rendent sur place ; une vingtaine d’individus sont observés et photographiés dans la forêt de Lerabaa,.L'oiseau pourrait être présent dans d'autres chênaies de petite Kabylie, mais les recherches restent pour le moment infructueuses.
Cet oiseau vit dans les chênaies entre 350 et 1 120 m d'altitude et dans les forêts mixtes de chênes, érables, peupliers et conifères à partir de 2 000 m d'altitude. Il apprécie les forêts humides aux grands arbres offrant des cavités, dont notamment : le Sapin de Numidie (Abies numidica, un endémique du Djebel Babor), le Cèdre de l'Atlas (Cedrus atlantica), le Chêne afarès (Quercus afares), le Chêne-liège (Quercus suber) et le Chêne faginé (Quercus faginea). Le Djebel Babor, dominé par les sapins, offre un climat plutôt frais et humide, avec de la neige en hiver ; dans le Guerrouch, les chênes sont dominants et le climat est plus chaud et sec. En basse altitude, comme à Tamentout, les forêts sont dominées par le Chêne-liège, et les densités de peuplement sont alors plus faibles qu'aux altitudes plus hautes (au-dessus de 1 000 mètres), où cette essence est remplacée par des chênes à feuilles caduques comme le Chêne des Canaries (Q. canariensis) et le Chêne afarès. Une étude menée dans le mont Babor entre les étés 1981 et 1982 a montré que les facteurs apparemment favorables à la Sittelle kabyle dans ce massif étaient « la diversité des espèces d'arbres, la grosseur (ou l'âge) des arbres et indirectement le climat d'altitude ».

## Taxinomie et systématique

### Découverte et nomenclature
« Pour un naturaliste, toute rencontre avec une espèce inattendue est sujet d'étonnement et d'enthousiasme. J'ai d'abord cru avoir affaire à la Sittelle corse (ou à une variété de cette espèce), ce qui aurait été plus banal qu'une espèce inconnue mais fort étonnant quand même. Je ne m'imaginais pas que cela puisse être une découverte, convaincu que j'étais d'être sous-informé ou sous-documenté. »
La Sittelle kabyle est découverte en Algérie par Jean-Paul Ledant, un agronome belge féru d'ornithologie, le 5 octobre 1975. L'identifiant comme bien différente des autres sittelles, il écrit à l'Académie des sciences (comptant notamment pour membres Henri Heim de Balsac, spécialiste de la faune nord-africaine, et Jacques Vielliard, ornithologue), pour faire part de sa découverte. Les scientifiques sont incrédules, mais travaillant alors sur une révision des Sittidés qui rapprocherait Sittelles corses et de Krüper, ils encouragent tout de même Ledant à retourner sur le site. Il s'y essaye plusieurs fois durant l'hiver, mais le mont est trop enneigé pour permettre son exploration. Ledant est finalement accompagné de Vielliard à la mi-avril 1976 pour observer des nichées, qui s'avèrent en fait plus tardives dans ce massif aux conditions climatiques difficiles. Ils doivent attendre juillet pour observer le comportement de nourrissage et quelques envols, ainsi que pour réaliser des enregistrements et des essais d'appels avec des chants de Sittelles corse et de Krüper. Une douzaine de couples seulement sont alors recensés, mais le 5 et le 6 du mois, Vielliard sacrifie tout de même un couple d'adultes ayant fini de nourrir leurs petits, spécimens qui serviront de types,,. Conservés dans la maison du descripteur, ces spécimens (holotype et paratype) sont sérieusement endommagés après 2005 par des insectes ravageurs, et sont finalement cédés au Muséum national d'histoire naturelle de Paris.
La Sittelle kabyle est formellement décrite dans Alauda par Jacques Vielliard en 1976 sous son nom actuel de Sitta ledanti. Cette découverte surprend grandement le monde des ornithologues, et l'oiseau semble issu d'un « monde perdu » ayant résisté au temps, le Djebel Babor. En effet, en ornithologie, l'observation d'une espèce endémique inconnue dans le monde méditerranéen ne s'était pas produite depuis presque un siècle, avec la découverte riche en similitudes de la Sittelle corse (Sitta whiteheadi) en 1883,. Dans l'ensemble du paléarctique, le dernier oiseau vivant découvert était la Niverolle d'Afghanistan (Pyrgilauda theresae), décrite en 1937 ; l'Engoulevent de Vaurie (Caprimulgus centralasicus), décrit seulement en 1960, avait en effet été découvert dès 1929.
En décembre 1976, l'ornithologue suisse Éric Burnier fait savoir dans la revue Nos Oiseaux qu'il avait lui-même découvert l'espèce de manière indépendante le 20 juin de la même année, avant d'apprendre par un entrefilet dans Le Monde du 28 juillet 1976 qu'il avait été précédé dans sa découverte et que l'espèce venait d'être baptisée,. Il publie quelques dessins et notes de terrain, expliquant avoir repéré au chant puis approché à quelques mètres seulement des oiseaux qu'il avait estimé mêler les caractères de la Sittelle corse (Sitta whiteheadi) et de la Sittelle de Krüper (Sitta krueperi). La seule sittelle connue du Maghreb étant alors la Sittelle torchepot (Sitta europaea) qui peuple quelques localités du Rif et de l'Atlas marocains, éloignées du Djebel Babor, il savait avoir affaire à une espèce nouvelle.

### Phylogénie

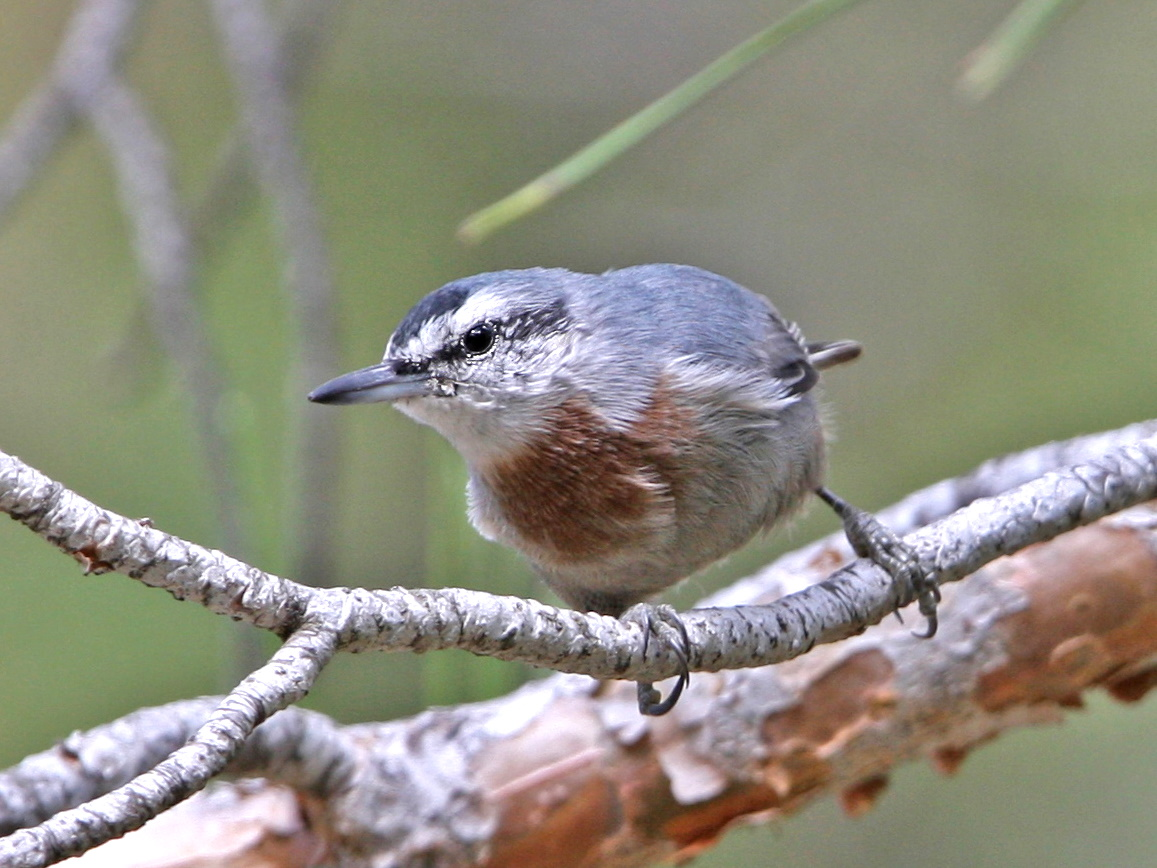
La Sittelle de Krüper (S. krueperi) mâle a la moitié antérieure de la calotte noire, comme la Sittelle kabyle dont elle est l'espèce la plus proche.

La Sittelle kabyle est parfois placée dans un sous-genre, Micrositta, décrit par l'ornithologue russe Sergei Buturlin en 1916, et ne compte aucune sous-espèce. Charles Vaurie avait regroupé en 1957 la Sittelle corse (Sitta whiteheadi), la Sittelle à poitrine rousse (Sitta canadensis) et la Sittelle de Chine (Sitta villosa), qu'il considère très proches, dans le groupe « canadensis ». L'ornithologue allemand Hans Löhrl signale une certaine divergence à Vaurie après avoir étudié l'écologie et les comportements des oiseaux américains et corses, et en publiant ses notes de terrain en 1960 et 1961,. Dans sa description de la Sittelle kabyle en 1976, Vielliard consacre une partie de son article aux relations possibles des différentes espèces et à leur histoire évolutive. Il suggère que Vaurie s'est arrêté à une « similitude morphologique superficielle » pour rapprocher la Sittelle corse de la Sittelle à poitrine rousse, et que l'espèce corse devait plutôt former avec la Sittelle de Krüper (Sitta krueperi) un groupe dit des « sittelles mésogéennes », « où Sitta ledanti vient s'insérer providentiellement ». Il considère « tentant » d'identifier l'espèce fossile Sitta senogalliensis (dont l'appartenance au genre Sitta est discutée) décrite du Miocène supérieur en Italie comme l'ancêtre du groupe des sittelles mésogéennes.
- « groupe canadensis »
  - Sittelle du Yunnan (S. yunnanensis)
  - 
    - 
      - Sittelle à poitrine rousse (S. canadensis)
      - 
        - Sittelle corse (S. whiteheadi)
        - Sittelle de Chine (S. villosa)

    - 
      - Sittelle de Krüper (S. krueperi)
      - Sittelle kabyle (S. ledanti)

En 1998, Éric Pasquet étudie le gène du cytochrome-b de l'ADN mitochondrial d'une dizaine d'espèces de sittelles, dont les différentes espèces du groupe de Sitta canadensis, qu'il définit comme comprenant six espèces, qui correspondent à celles rapportées au sous-genre Micrositta : canadensis, villosa, yunnanensis, whiteheadi, krueperi et ledanti. La Sittelle du Yunnan (Sitta yunnanensis) n'est pas incluse dans l'étude. Pasquet conclut que la Sittelle corse (Sitta whiteheadi) est à rapprocher phylogénétiquement de la Sittelle de Chine (Sitta villosa) et de la Sittelle à poitrine rousse (Sitta canadensis), ces trois espèces formant le groupe-frère d'un clade regroupant la Sittelle de Krüper (Sitta krueperi) et la Sittelle kabyle. Les trois premières espèces seraient même suffisamment proches pour constituer des sous-espèces, rejetant la théorie « mésogéenne » de Vielliard et confirmant donc les conclusions de Charles Vaurie. Par souci de stabilité de la taxinomie, toutes conservent cependant leur statut d'espèce à part entière. En 2014, Éric Pasquet et al. publient une phylogénie fondée sur l'ADN nucléaire et mitochondrial de 21 espèces de sittelles et confirment les relations de l'étude 1998 au sein du « groupe canadensis », en ajoutant la Sittelle du Yunnan, qui est trouvée comme la plus basale des espèces.
Les conclusions de ces études sont en accord avec la morphologie des espèces, les Sittelles à poitrine rousse, corse et de Chine partageant notamment comme caractère dérivé la calotte entièrement noire uniquement présente chez les mâles, trait unique chez les Sittidés et familles apparentées. Le second clade, regroupant Sittelles de Krüper et kabyle, aurait pour synapomorphie l'avant de la calotte noir chez les mâles, ce dimorphisme sexuel étant absent chez les jeunes individus.

### Biogéographie
En 1976, l'ornithologue suisse Paul Géroudet suggère que les sittelles mésogéennes peuplaient autrefois une ceinture de résineux assez continue autour de la Méditerranée, qui s'est morcelée, ne sauvegardant que quelques refuges difficiles d'accès où ces différentes espèces ont pu évoluer « en vase clos ». En 1998, sa phylogénie étant établie, Pasquet conclut que l'histoire paléogéographique du groupe serait la suivante : la divergence entre les deux clades principaux du « groupe canadensis » apparaît il y a plus de 5 millions d'années, à la fin du Miocène, quand le clade de krueperi et ledanti s'installe dans le bassin méditerranéen au moment de la crise de salinité messinienne ; les deux espèces le constituant divergent il y a 1,75 million d'années. L'autre clade se divise quant à lui en trois, avec des populations quittant l'Asie par l'est et donnant naissance à la Sittelle à poitrine rousse nord-américaine, puis, il y a environ un million d'années, par l'ouest, marquant la séparation entre Sittelle corse et Sittelle de Chine.

## Menaces et conservation

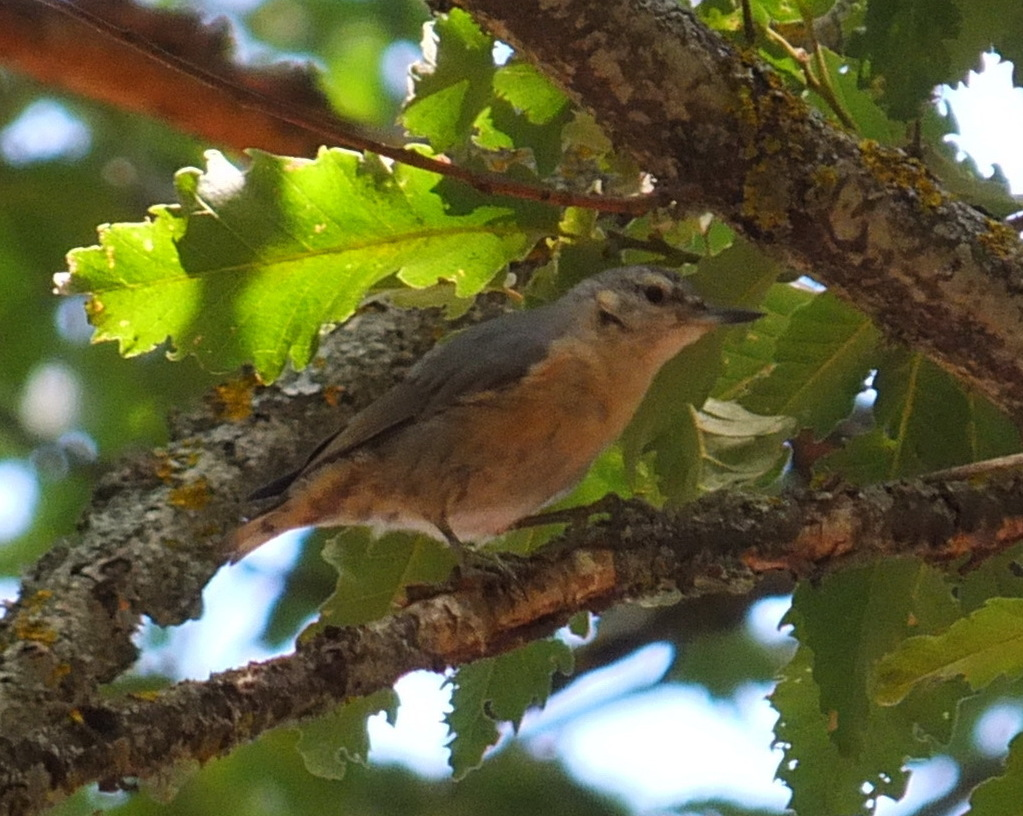
Un individu photographié près de Minar Zarza (Algérie), dans le sud-est de la répartition de l'espèce.

### Effectifs et statut
À la découverte de la Sittelle kabyle, les ornithologues estiment que l'espèce ne compte qu'une douzaine de couples et l'on craint « que sa rareté allèche des collectionneurs », que l'annonce de sa découverte cause sa disparition. La découverte en 1989 de la population bien plus importante du parc de Taza montre que l'espèce est moins menacée qu'il n'y paraissait, et que son endémisme ne se limite pas au seul Djebel Babor. La répartition actuelle de la Sittelle kabyle semble être limitée par celle des forêts qui l'abritent, et le morcèlement des populations pourrait indiquer que l'espèce fut autrefois plus répandue, avant que la déforestation ne l'isole dans les petits îlots de verdure qu'elle peuple aujourd'hui. La Sittelle kabyle possède une faible population : ses effectifs pourraient ne pas dépasser les 1 000 individus. L'oiseau est placé dans la catégorie des espèces à 250-999 individus matures, ce qui correspond à 350-1 500 individus en tout. Même si aucun chiffre précis ne permet de le confirmer, ces effectifs sont considérés en déclin en raison de la réduction de l'habitat que subit l'espèce. La Sittelle kabyle est considérée par l'Union internationale pour la conservation de la nature comme « en danger » depuis 1994.

### Menaces
La principale menace planant sur la Sittelle kabyle est la destruction de son habitat. Les incendies, notamment, détruisent les anciennes forêts mixtes du haut du mont Babor, qui sont remplacées par des végétations plus pauvres, dominées par les cèdres. Le pâturage du bétail et la déforestation illégale (mont Babor et Tamentout) sont une autre menace pour l'habitat, même dans le parc national de Taza,. On peut également noter la construction, dans les années 1970, d'une route carrossable qui a conduit à l'érosion des sols et à un risque accru d'incendie, ou encore la lutte antiterroriste dans la région, qui est une source de dérangement pour l'espèce,. La Sittelle kabyle pourrait compter plusieurs prédateurs durant l'incubation, comme la Belette (Mustela nivalis), le Lérot commun (Eliomys quercinus) ou le Pic épeiche (Dendrocopos major).

### Protection
La loi algérienne place l'espèce dans le décret no 83-509 du 20 août 1983 relatif aux espèces animales non domestiques protégées, fixant une liste des 32 espèces d'oiseaux protégées en Algérie. La Sittelle kabyle figure dans une pétition réalisée en 1980 par l'organisme International Council for Bird Preservation (aujourd'hui BirdLife International) et demandant au gouvernement fédéral des États-Unis d'ajouter 60 espèces étrangères aux listes fédérales d'espèces menacées. Cette demande est publiée dans le journal officiel américain (Federal Register) l'année suivante, mais ces espèces, dont la Sittelle kabyle, ne rejoignent les listes d'espèces menacées qu'en 1995.
La plus grande population se trouve dans une aire protégée, le parc national de Taza. Pour sauvegarder l'espèce, il serait bon de mieux connaître la taille des populations existantes et leurs préférences écologiques. Des mesures de protection ont cependant déjà été avancées, proposant notamment la restauration ou la préservation de l'habitat par la reforestation, la plantation de bois de chauffage en dehors des forêts actuelles, mais aussi la prévention des incendies. Elle sert d'espèce-phare pour la préservation de la forêt du Djebel Babor.

## La Sittelle kabyle et l'Homme
La découverte de l'espèce est d'abord relayée dans Le Monde du 27 juillet 1976 (daté du 28), puis reprise dans la presse mondiale et dans des revues plus spécialisées comme Science et Vie ou La Vie des Bêtes ; elle fait également l'objet d'une interview sur Radio France. Les autorités algériennes nourrissent un vif intérêt pour l'oiseau : en 1979, elles organisent un Séminaire international sur l'ornithologie algérienne du 5 au 11 juin et la même année la poste algérienne consacre un timbre à la Sittelle kabyle, d'une valeur faciale de 1,40 dinar et représentant un mâle adulte sur un tronc, tête en bas.
La Sittelle kabyle est l'une des espèces les plus recherchées des ornithologues visitant l'Algérie, car c'est la seule espèce endémique du pays. Mieux encore, des touristes naturalistes viennent spécifiquement dans le pays pour tenter d'y observer cette espèce restée si longtemps inconnue, afin de la « cocher » (c'est-à-dire l'ajouter à leur liste personnelle d'espèces observées). Les guides locaux proposent des tours pour aller voir l'espèce, dans un pays où les jumelles sont cependant interdites et confisquées le cas échéant, car considérées comme du matériel d'espionnage.